# Barakani (Moheli)
Barakani  ist eine Siedlung auf der Komoreninsel Mohéli.

## Lage
Barakani liegt im Zentrum der Insel in der Nähe des Berges Mkirini (524 m, ⊙). Ungefähr auf haler Strecke zwischen der Inselhauptstadt Fomboni im Norden und Ndrondroni an der Südküste. Die Bevölkerung wird auf ca. 1200 Einwohner geschätzt.